# Tchatkalophantes karatau
Espèce
Tchatkalophantes karatau est une espèce d'araignées aranéomorphes de la famille des Linyphiidae.

## Distribution
Cette espèce est endémique du Kazakhstan. Elle se rencontre dans l'oblys du Kazakhstan-Méridional entre 700 et 1 000 m d'altitude dans les montagnes Karataou.

## Description
La femelle holotype mesure 2,55 mm.

## Étymologie
Son nom d'espèce lui a été donné en référence au lieu de sa découverte, les montagnes Karataou.

## Publication originale
- Tanasevitch, 2001 : A new micronetine genus proposed for the tchatkalensis species-group of Lepthyphantes Menge (sensu lato) (Arachnida: Araneae: Linyphiidae: Micronetinae). Reichenbachia, vol. 34, p. 19-327.